# مسجد سیدلی
مسجد سیدلی (ترکی آذربایجانی: Seyidli məscidi) یک مسجد در شهر شوشی است که در خیابان تلمان قرار دارد. این مسجد در سده هفدهم میلادی ساخته شد.